# Triodia dielsii
Triodia dielsii är en gräsart som först beskrevs av Charles Edward Hubbard, och fick sitt nu gällande namn av Michael Lazarides. Triodia dielsii ingår i släktet Triodia och familjen gräs. Inga underarter finns listade i Catalogue of Life.